# Vytautas Lalas

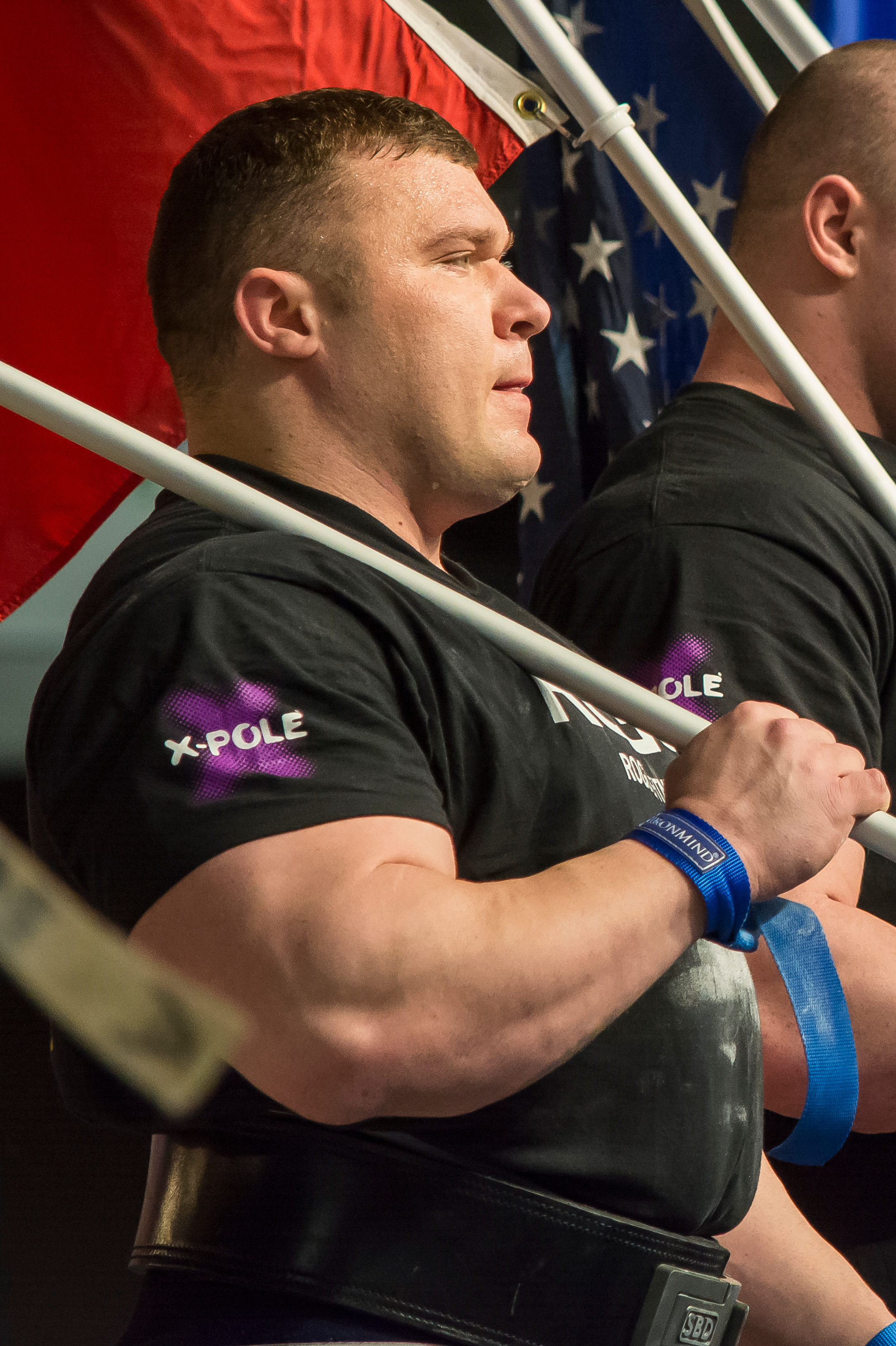

Vytautas Lalas (* 1982 in Mažeikiai, Litauen) ist ein litauischer Kraftsportler und Strongman. 

## Leben
Vytautas Lalas wuchs in Laižuva in der Rajongemeinde Mažeikiai auf. Mit dem Kraftsport beschäftigt er sich seit seinem 12. Lebensjahr. Danach lebte Lalas in der nordlitauischen Stadt Mažeikiai. Dort besuchte er den Sportclub „Mažeikių švyturys“. Dann absolvierte er Lebensmitteltechnologie am Staatlichem Kolleg in Klaipėda. Wegen der finanziellen Gründe emigrierte  Lalas 2005 nach Irland.

## Leistungen
- 2013: Arnold Strongman Classic, 1. Platz
- 2012: World’s Strongest Man, 2. Platz
- 2012: Litauische Strongman-Meisterschaft, 2. Platz
- 2012: Europa-Strongman-Meisterschaft, 2. Platz
- 2009: Litauische Strongman-Meisterschaft, 3. Platz
- 2005: Strongman-Jugend-Meisterschaft Litauens, 1. Platz